# Paraceresa deltae
Paraceresa deltae är en insektsart som beskrevs av Remes-lenicov 1973. Paraceresa deltae ingår i släktet Paraceresa och familjen hornstritar. Inga underarter finns listade i Catalogue of Life.